# 弄岗耳叶马蓝
弄岗耳叶马蓝（学名：Perilepta longgangensis）为爵床科耳叶马蓝属下的一个种。其种加词“longgangensis”意为“广西龙州县㟖岗国家级自然保护区的”。
现接受名为弄岗马蓝（Strobilanthes longgangensis D.Fang & H.S.Lo, 1997）。